# ニック・エアーズ
ニック（ジェームズ・ニコラス）・エアーズ（James Nicholas "Nick" Ayers、1982年8月16日 - ）は、アメリカの選挙コンサルタント。アメリカ合衆国副大統領マイク・ペンスの首席補佐官。2017年7月から2019年1月までマイク・ペンス副大統領の参謀長を務めたアメリカの政治戦略家・コンサルタント。それ以前は2016年にペンス副大統領選挙運動の全国委員長を務め、2007年から2010年までは共和党知事協会の元専務取締役 を務めていた。
2010年、エアーズはタイム誌の「40歳以下の政治界で最も影響力のある40人」に選ばれた。また、ロビーイング会社「C5クリエイティブ・コンサルティング」の代表を務め、2017年1月に設立された親トランプ派の非営利団体「アメリカ・ファースト・ポリシー」の4人の立役者の一人でもある。2016年11月から2017年1月まで、エアーズはドナルド・トランプ次期大統領の移行チームの上級顧問を務めていた。
2018年12月、複数の報道機関は、ジョン・F・ケリーの後任としてホワイトハウスの参謀長を務める有力候補と評していたが、同氏は就任を見送ることにした。また、エアーズは年内にトランプ政権を去ることも明言していた。

## 初期の生活と教育
エアーズはジョージア州南部のコブ郡で育った。2009年にニューリパブリックのインタビューで、エアーズは両親から幼い頃から公共サービスへの敬意を植え付けられたと述べ、1992年に両親がビル・クリントンとロス・ペロットに投票したことを思い出したという。エアーズは、1990年代にクリントン大統領と当時民主党員だったゼル・ミラー知事に心酔していたと語っている。
エアーズは2000年にサウスコブ高校を卒業した。その後、ケネソー州立大学で学び、2009年に政治学の学士号を取得した。また、イギリスのギルドフォードにあるサリー大学では、留学プログラムの一環として、国際問題や政府問題について学んでいる。

## 政治の世界における経歴

### ジョージア州の大学活動と初のキャンペーン：2001年-2003年
エアーズは学部在学中にカレッジ・リパブリックズに入会し、同校の支部長に就任した。この間に、当時知事選に出馬を予定していたソニー・パーデュー(Sonny Perdue)と知り合う。エアーズは、同じカレッジ共和党員のポール・ベネック(Pau Bnnecke)に誘われて、パーデューの選挙運動に参加し、パーデューの「ボディーマン」として、ケネソー州立大学を休んで、当時の州議会上院議員のために車を運転したり、前払いをしたりしていた。彼は当初、銀行家になることを目標に大学に通っていたが、パーデューとの役割（助手、顧問、弟子の役割）を経験したことで、政治家としてのキャリアをスタートさせることを確信した。「選挙運動に参加することに興味はありませんでした。私は自分のキャリアを計画していました。当時、ロイ・バーンズ知事に勝てるとは本当に思っていませんでした」とエアーズは語った。「ソニーと10分ほど話した後、彼がこの州を運営するのに適した人物だと100％確信しました。」
2002年、パーデューは民主党の現職ロイ・バーンズ（Roy Barnes）を打ち負かすことに成功し、彼は復興期以来初の共和党のジョージア州知事となった。
「勝利したとき、私は基本的に知事の上級顧問になるか、大学の新入生になるかの選択肢を持っていた」とエアーズは後に語っている。「私は知事職を選びました」と夜間や週末に勉強し、その後7年間大学の卒業証書を取得し、2009年に最終的に学士号を取得した。

### パーデュー再選運動：2004年-2006年
2004年、エアーズは22歳の時にパーデューの再選委員会のマネージャーに任命された。アトランタ・ジャーナル・コンスティチューション紙は、当時のルイジアナ州下院議員ボビー・ジンダル(Bobby Jindal)と並んで、共和党の「全米で最も勢いのある新星5人」の1人に選出した。2年後、パーデューは20ポイントの差をつけて再選された。
2006年10月25日、選挙前日、エアーズは車線を維持していなかったこと、時速35マイルのゾーンで時速50マイルで運転していたこと、飲酒運転の疑いでジョージア州のパトロールに止められた。エアーズ自身は「ジャック（ダニエルズ）とコーク」を飲んだことを認め、その後、現場での飲酒検査に失敗し、呼気検査器の使用を繰り返し拒否した。彼は飲酒運転で召喚され、後に危険運転の罪に問われた。

### 共和党ガバナーズ協会：2007-2010年
パデューは共和党ガバナーズ協会の会長に1年間の任期で選出され、エアーズを常務理事に、長年の同僚であるポール・ベネックを政治部長に任命した（後に副専務理事の称号が与えられた）。ジョージア州の若い二人は、37人の知事が選出される2010年の中間選挙に向けて、委員会の運営を専門化し、長期的な戦略を実施するための前例のない4年間の計画を立案した。
彼らの計画は知事に受け入れられ、エアーズとベネックは50州すべてを網羅する4つの知事選挙サイクルを務めた。当初、共和党は2006年のひどい選挙区の反動で、22の州議会を保有していたに過ぎなかった。彼らが2011年初頭に去ったとき、共和党は29の知事職を保持し、7つの純利益（オハイオ州、ミシガン州、ニュージャージー州、ウィスコンシン州、バージニア州を含む）を得た。
エアーズが在任を開始したとき、RGAは2000万ドルの予算で比較的質素な運営を行っており、全国的にも知名度は低かった。彼の在任期間が終わる頃には、ガバナーズは運営予算を1億3,500万ドルに増やし、2010年には最大の政治活動委員会という栄誉を手にした。この成功により、エアーズは瞬く間に新星、政治の奇才としてのレッテルを貼られるようになった。

### RNCとプリバス：2010-2011年
2010年11月、RGAの勝利に沸く中、エアーズはマイケル・スティールの後任として共和党全国委員会の委員長になる可能性があると広く噂されていた。しかし、彼はその地位を求めることを辞退し、代わりにRNCの財務長官であるウィスコンシン州のレインス・プリバス（Reince Priebus）の選挙運動を支援した。エアーズの仕事は、事実上のプリバスの支持（およびスティールの拒絶）と解釈されたが、そのうちの何人かはRNCのメンバーに反乱軍を支持するように指示したと報告されている。
プリバスの当選後、エアーズはRNCの移行チームの2人のリーダーとしてエド・ガレスピー（Ed Gillespie）と一緒に活動することに同意した。ワシントン・タイムズ紙は2012年に、2人が「スタッフと経費の大幅な削減を迅速に行い、前進する道を切り開くために思慮深い戦略的分析を行った」と報じている。二人は一緒に、トップスタッフをRNCに来るように説得した。

### 州および国のコンサルティング：2011年-2016年
ガバナーズ協会を退会した後、2011年3月にエアーズは広告会社のターゲット・エンタープライズに入社した。
2011年6月、エアーズは、ミネソタ州知事ティム・ポーレンティ(Tim Pawlenty)の大統領選入札のキャンペーンマネージャーを務めるため、5ヶ月間の活動を休止した。ポーレンティは彼を 「間違いなくアメリカで最高の政治的才能の一人 」と呼んでいた。しかし、主要な努力の後、ポーレンティは初期の討論会でうまく表示することができなかった、2011年9月にアイオワ州の世論投票を失い、すぐに50万ドルの負債を抱えて、選挙戦から撤退した。
ポーレンティの後、エアーズはターゲットのパートナーとして職務を再開した。彼は政治会社C5クリエイティブ・コンサルティングを始めた。そして2015年、彼はアドバンス・メディア・キャピタルという会社を設立した。この会社は、2016年の選挙の数ヶ月前に、スイングステートのテレビ局の放映時間を購入し、選挙の日に近いPACにこの放映時間を販売するようにしていた。それは2017年に解散した。
2013年には、イリノイ州でブルース・ローナー（Bruce Rauner）と彼の選挙運動のためにコンサルタントを募集し、総合コンサルタントを務めたことで、知事政界に復帰した。大富豪の実業家は最終的に当選し、2014年11月の選挙では40.1％の得票率で現職のパット・クインを50.3％で破り、当選を果たした。ラウナーは12年ぶりにイリノイ州知事選を制した共和党員であり、現代の記憶の中では初の政治的アウトサイダーであった。また、エアーズは独立系スーパーPAC「アーカンソー・ホライズン」を率いて、2014年11月にアーカンソー州のトム・コットンとジョージア州のデビッド・パーデューを米上院議員に当選させるための取り組みを行っていた。
2014年後半、エアーズはターゲット・エンタープライズの持分を売却し、政治管理（C5クリエイティブ・コンサルティングを通じて）と投資（エアーズ・ファミリー・ホールディングスを通じて）に力を注いだ。ウォール・ストリート・ジャーナルとウィスコンシン・ウォッチドッグは2015年10月、後に違憲のプライバシー侵害とみなされた2011年から12年にかけてのスコット・ウォーカー親派グループと個人に対する「ジョン・ドゥー」調査が、エアーズの電子メールを標的にしていたことを明らかにした。
2016年には、インディアナ州の再選を目指すマイク・ペンス知事やミズーリ州のエリック・グライテンス知事の選挙など、いくつかの選挙戦で戦略家として関わっていた。ペンスが副大統領候補に指名されたことで再選キャンペーンを放棄した際、エアーズは後任のエリック・ホーカム（Eric Holcomb）の有力戦略家として活躍した。また、2016年5月には億万長者のシェルドン・アデルソン（Sheldon Adelson）が秋の大統領選挙運動のために親ドナルド・トランプ派の SuperPAC を結成する計画であるとの報道もあり、エアーズは関連していた。

### ペンス副大統領、2016年
エアーズは、トランプのチームが最初に手を差し伸べたペンスの戦略員で、副大統領の審査を開始し、インディアナ州知事とトランプの間の交渉を担当した。2週間以内に、ペンスは全国の切符に指名され、エアーズはボランティアとしてペンスの活動の議長に指名された。一部のニュース記事では「上級顧問」という肩書きが使われていたが、ペンス陣営ではエアーズが主な役割を担っていた。
エアーズ、マーク・ショート、ジョシュ・ピトックは、7月の大会演説と10月の副大統領討論会のためにペンスを準備する中核的なチームを形成した。

### 選挙移行・選挙後の活動
選挙後、エアーズは大統領移行の上級顧問に指名され、ニュージャージー州知事クリス・クリスティが率いる以前のチームに代わるグループの一員となった。2010年の選挙後も、共和党全国委員会の委員長候補として、エアーズの名前が大きく取り上げられた。ペンスと大統領顧問のスティーブ・バノンの強力な支援を得て、エアーズは最終選考に進んだが、ミシガン州のロンナ・ロムニー・マクダニエルに次点で敗れた。
2017年1月、エアーズと他の3人のトランプ＝ペンス補佐官は、政権の政策を擁護することを目的とした新しい非営利団体「America First Policies」の主席に指名された。
エアーズは、トランプがジョージア州の2人の議員（サニー・パーデューとトム・プライス下院議員）を内閣に指名するよう助言したことで、影響力のある役割を果たしたと見られている。「ジョージア州は、最も影響力のある閣僚のうち、たまたま最も適任者であった2人を閣僚に選んだ」「大統領の並外れた意思決定とジョージア州への感謝の証です」とエアーズは述べている。
2017年3月、BuzzFeedは、近年驚異的な成長を遂げている若い保守派向けのニュースサイト「Independent Journal Review」に、エアーズが大口投資家であることを報じた。エアーズは同サイトのコンテンツに対して編集権を行使していないと報じられた。また、エアーズ・ファミリー・ホールディングスは、ジョージア州を拠点とするヘルスケアやテクノロジー業界の新興企業にシードキャピタルを提供しており、テクノロジー、金融サービス、ヘルスケア製品に全国的に数百万ドルを投資していると報じられている。
同じくエアーズのプライベート企業であるホームステッド社（Holmsted, LLC）は2014年に設立され、ジョージア州の林業やピーカンに数百万ドルを投資している。

### 2017年-2019年：副大統領の首席補佐官
2017年6月29日、エアーズがマイク・ペンス副大統領の首席補佐官に就任することが発表され、2017年7月28日にジョシュ・ピットコックの後任として就任した。エアーズは2018年12月9日のツイートで、2018年末にトランプ-ペンス政権を退陣することを発表した。

### ペンスの後
2020年8月、エアーズとドナルド・トランプ・ジュニアはアラスカのペブル鉱山プロジェクトの阻止を求めた。エアーズは8月4日のツイートで、「何百万人もの自然保護主義者やスポーツマン」と同様に、ドナルド・トランプ大統領が環境保護庁にこのプロジェクトをブロックするよう指示してくれることを期待していると書いた。 

## 私生活
エアーズはジョージア州ヒューストン郡出身の元学校教師である妻のジェイミー(苗字フロイド)とアトランタに住んでいる。二人は2005年5月に結婚した。エアーズ夫人は、元ジョージア州知事のソニー・パーデューの2番目のいとこである。エアーズ夫妻には2012年12月に生まれた三つ子がいる。
彼は推定500万ドルの資産を持つマイケル・ユセフが率いる国際的なキリスト教ミニストリー「Leading the Way」の理事会のメンバー（現在は理事会幹事）を務めている。
彼の財務情報開示報告書によると、エアーズの純資産は1200万ドルから5400万ドルの間にある。彼はジョージア州に250万ドルから1100万ドルの価値のある農地を所有している。

## 参照
1. ↑  “共和党で“影の次期大統領選”ペンス副大統領、野心を否定”.   株式会社ウェッジ. 2018年2月10日閲覧。
2. ↑  “40 Under 40 - TIME” (英語). Time. (2010年10月14日). ISSN 0040-781X 2021年2月21日閲覧。
3. ↑  Samuels, Brett (2018年12月9日). “Pence aide Ayers will not be White House chief of staff” (英語). TheHill. 2021年2月21日閲覧。
4. ↑  Miles, Frank (2018年12月9日). “Nick Ayers, considered candidate for White House chief of staff, 'departing' at year's end” (英語). Fox News. 2021年2月21日閲覧。
5. ↑  Silverman, Amanda (2009年11月2日). “‘He Hasn’t Lost Anything Yet’”. The New Republic. ISSN 0028-6583 2021年2月21日閲覧。
6. ↑  “Young Nick Ayers has full-grown plans for a Republican return to the White House” (英語). ISSN 0190-8286 2021年2月21日閲覧。
7. ↑  “A 'natural' hired to run Pawlenty campaign”. Star Tribune. 2021年2月21日閲覧。
8. ↑  “Perdue campaign manager to lead RGA”. www.bizjournals.com. 2021年2月21日閲覧。
9. ↑  “Watch Nick Ayers, Tim Pawlenty's presidential campaign manager, get arrested for DWI [VIDEO - Minneapolis / St. Paul News - The Blotter]”. web.archive.org (2011年5月18日). 2021年2月21日閲覧。
10. ↑  Martin, Jonathan. “Rick Perry to lead RGA” (英語). POLITICO. 2021年2月21日閲覧。
11. ↑  “Pawlenty’s Ace” (英語). National Review (2011年4月12日). 2021年2月21日閲覧。
12. ↑  Vogel, Kenneth P.; Rogers, Katie (2018年11月21日). “Nick Ayers Is Rising Fast in Trump’s Washington. How Far Will He Go? (Published 2018)” (英語). The New York Times. ISSN 0362-4331 2021年2月21日閲覧。
13. ↑  Richter, Greg (2016年5月31日). “Sheldon Adelson Staff Working to Form Pro-Trump Super PAC”. Newsmax. 2021年2月21日閲覧。
14. ↑  “Thank you DonaldTrump and my great colleagues for the honor to serve our Nation at The White House”. 2018年12月10日閲覧。
15. ↑  CNN, Devan Cole. “Donald Trump Jr. opposes controversial Alaska mine that could disrupt critical salmon fishery”. CNN. 2021年2月21日閲覧。
16. ↑  “Your daily jolt: In Georgia, House and Senate Republicans split | Political Insider”. web.archive.org (2013年1月6日). 2021年2月21日閲覧。